# Norddeutsche Fußballmeisterschaft 1918/19
Die norddeutsche Fußballmeisterschaft 1918/19 war der 13. vom Norddeutschen Fußball-Verband organisierte Wettbewerb. Sieger wurde die Kriegsvereinigung Victoria/88 Hamburg. Eine deutsche Meisterschaft wurde nicht ausgespielt.

## Teilnehmer
| Bezirk         | Teilnehmer             |
| -------------- | ---------------------- |
| Braunschweig   | VfB Braunschweig       |
| Bremen         | Bremer SC 91           |
| Hamburg-Altona | KV Victoria/88 Hamburg |
| Hannover       | Eintracht Hannover     |
| Kiel           | Holstein Kiel          |
| Lübeck         | Alemannia Lübeck       |
| Mecklenburg    | Schweriner FC 03       |
| Nordhannover   | Borussia Harburg       |
| Oldenburg      | Frisia Wilhelmshaven   |
| Unterweser     | Geestemünder SC        |

Ursprünglich wurde Eintracht Braunschweig Bezirksmeister von Braunschweig. Die Meisterschaft wurde nachträglich aberkannt, da die Eintracht mehrfach unberechtigte Spieler eingesetzt hatte. Für die Eintracht rückte Vizemeister VfB Braunschweig nach.

## Ergebnisse

### Qualifikation
Gespielt wurde am 27. April 1919.
|                        | Ergebnis |                  |
| ---------------------- | -------- | ---------------- |
| KV Victoria/88 Hamburg | 10:00    | Schweriner FC 03 |
| Geestemünder SC        | 0:5      | Borussia Harburg |
| Holstein Kiel          | 5:0      | Alemannia Lübeck |

### Viertelfinale
Gespielt wurde am 4. Mai 1919.
|                    | Ergebnis |                        |
| ------------------ | -------- | ---------------------- |
| Borussia Harburg   | 1:4      | KV Victoria/88 Hamburg |
| Eintracht Hannover | 3:0      | VfB Braunschweig       |
| Holstein Kiel      | 3:2      | Union Altona           |
| Bremer SC 91       | 5:1      | Frisia Wilhelmshaven   |

### Halbfinale
Gespielt wurde am 18. Mai 1919.
|                        | Ergebnis  |                    |
| ---------------------- | --------- | ------------------ |
| KV Victoria/88 Hamburg | 7:1 n. V. | Holstein Kiel      |
| Bremer SC 91           | 2:1 n. V. | Eintracht Hannover |

### Finale
Gespielt wurde am 1. Juni 1919 in Bremen.
|              | Ergebnis |                        |
| ------------ | -------- | ---------------------- |
| Bremer SC 91 | 0:2      | KV Victoria/88 Hamburg |

Victoria/88: Pohl – Henry Müller, Agte – Wendt, Ernst Eikhof, Krause – Oscar Zilgas, Garrn, Harder, Mechling, Schneider (außerdem eingesetzt: Hay)